# Tyihvinka
A Tyihvinka (oroszul: Тихвинка) a Szjasz folyó jobb oldali mellékfolyója Oroszország Leningrádi területén.
A Tyihvinka a kis Jeglino tóból ered a Tyihvin-hegy gerincén, a Valdaj-hátság egy szakaszán. Túlnyomóan nyugati irányban folyik. Tyihvin városát ketté vágva végül a Szjaszba ömlik.
A Tyihvinka hossza 144 kilométer. Vízgyűjtő területe 2140 km². A folyót túlnyomórészt a hóolvadás táplálja. Vízhozama az alsó szakaszon, 16 km-rel a torkolat felett 19,7 m³/s. November közepe/január eleje és április/május eleje között a folyót jég borítja. 
A Tyihvinka folyó része a Tyihvin-csatornarendszernek, amely összeköti a Volgát a Balti-tengerrel.

## Fordítás
Ez a szócikk részben vagy egészben  a   Tichwinka című német Wikipédia-szócikk ezen változatának fordításán alapul.  Az eredeti cikk szerkesztőit annak laptörténete sorolja fel. Ez a jelzés csupán a megfogalmazás eredetét és a szerzői jogokat jelzi, nem szolgál a cikkben szereplő információk forrásmegjelöléseként.